# Charicrita citrozona
Charicrita citrozona är en fjärilsart som beskrevs av Edward Meyrick 1913. Charicrita citrozona ingår i släktet Charicrita och familjen spinnmalar. Inga underarter finns listade i Catalogue of Life.